# هيرمان فيجلين
هانز أوتو جورج هيرمان فيجلين (30 أكتوبر 1906   - 28 أبريل 1945) كان قائدا رفيع المستوى في الجناح العسكري للحزب النازي فافن إس إس. وكان عضواً في حاشية أدولف هتلر وصهر زوجته إيفا براون من خلال زواجه من جريتل شقيقتها.
انضم فيجلين إلى فوج الفرسان في الرايخ وير في عام 1925 ونقل إلى شوتزشتافل في 10 أبريل 1933. أصبح قائدا لمجموعة SS للفروسية، وكان مسؤولاً عن الاستعداد لفعاليات الفروسية في أولمبياد برلين في عام 1936. لقد حاول الحصول على المركز الأول مع فريق الفروسية الأولمبي ولكن تم إقصاؤه في جولات التصفيات.
شارك في معركة بلجيكا وفرنسا كعضو في فرقة SS- Verfügungstruppe (سميت فيما بعد باسم Waffen-SS). بسبب خدمته في هذه الحملات، حصل على جائزة الصنف الثانية للـ صليب الحديدي في 15 ديسمبر 1940. الوحدات الخاضعة لقيادته على الجبهة الشرقية في عام 1941 كانت مسؤولة عن مقتل أكثر من 17000 مدني خلال العملية العقابية في مستنقعات بريبيات في جمهورية بيلوروسيا الاشتراكية السوفياتية. وبصفته قائد فرقة سلاح الفرسان الثامن، فلوريان غايرفي عام 1943، شارك في عمليات ضد الثوار وكذلك في عمليات دفاعية ضد الجيش الأحمر.
بعد إصابته بجروح خطيرة في سبتمبر 1943، تم إعادة تعيين فيجلين بواسطة هاينريش هيملر إلى موظفي مقر هتلر كضابط اتصال وممثل فرقة SS. كان فيجلين حاضراً في المحاولة الفاشلة لقتل هتلر في 20 يوليو 1944. وكان في الخدمة لدى قبو الفوهرر في برلين في الأشهر الأخيرة من الحرب، وتم إطلاق النار عليه في تاريخ 28 أبريل 1945، قبل يومين من انتحار هتلر. كان فيجلين انتهازياَ ببراعة مع هيملر، الذي منحه أفضل الواجبات والترقيات السريعة. يصفه المؤرخان وليم شيرر وإيان كيرشو بأنه شخص ساخر ومثير للجدل. وصفه ألبرت شبير بأنه «أحد أكثر الناس إثارة للاشمئزاز في دائرة هتلر».

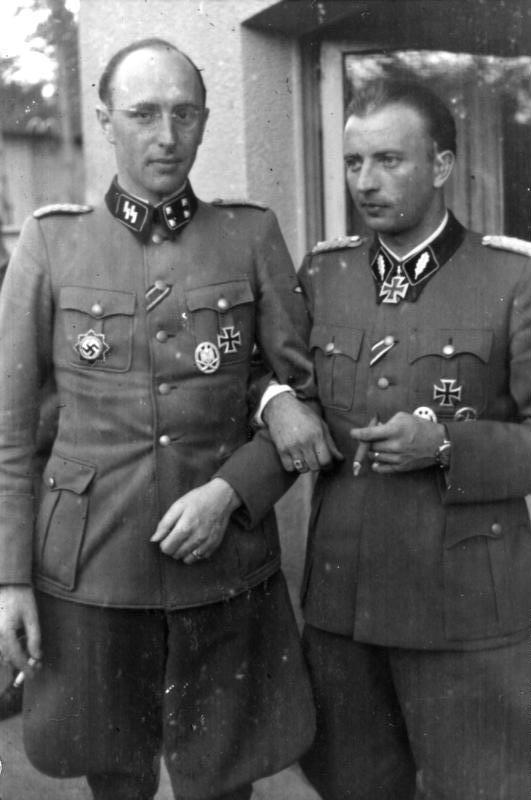
فيجيلين (يمين) مع كارل جيزيل اثناء الحرب مع السوفيت (1942)

## المهنة العسكرية
في عام 1925، بعد الدراسة لفترتين في جامعة ميونيخ، انضم فيجلين إلى فوج رايتر 17 (فوج الفرسان 17). في 20 أبريل 1927، ثم انضم إلى شرطة ولاية بافاريا في ميونيخ كطالب ضابط. في عام 1929 ترك خدمة الشرطة عندما تم القبض عليه وهو يسرق حلول الامتحانات من مكتب رئيس التدريس. كان البلاغ الرسمي في ذلك الوقت أنه استقال «لأسباب عائلية». ذكر فيجلين في وقت لاحق أنه ترك الشرطة لخدمة الحزب النازي بشكل أفضل. انضم فيجلين إلى الحزب النازي في عام 1930. انتقل إلى SS في 10 أبريل 1933، أشرف فيجلين على إعداد دورات ومرافق أحداث الفروسية في دورة الألعاب الأولمبية في برلين.

### الحرب العالمية الثانية
في سبتمبر 1939، قاد فوج حصان رأس الموت، والذي وصل إلى بولندا بعد وقت قصير من نهاية الحملة البولندية. شاركت وحدة فيجلين في الإبادة، بأمر من هتلر، لأعضاء النخبة البولندية مثل المثقفين والأرستقراطيين ورجال الدين، في عمل يسمى القضاء على المثقفين Intelligenzaktion. في 7 ديسمبر 1939، شاركت وحدة فيجلين في إطلاق نار جماعي على 1700 شخص في غابة كامبينوس.
في 23 أبريل 1941، واجه فيجلين تهمًا في المحكمة العسكرية بسبب حادثة وقعت في عام 1940 حيث تم القبض عليه هو ووحدته بسرقة أموال وسلع فاخرة لنقلهم إلى ألمانيا. ألغيت محكمة فيجلين العسكرية بأمر مباشر من هيملر. وشملت الادعاءات المقدمة ضد فيجلين «القتل بدافع الجشع». يبدو أنه أمر باعتقالات وإعدام في سجن الجستابو في وارسو. بالإضافة إلى ذلك، اتُهم فيجلين بإقامة علاقة جنسية غير قانونية مع امرأة بولندية. حملت المرأة وأجبرها فيجلين على الإجهاض. حاول راينهارد هايدريش عدة مرات التحقيق في الاتهامات الموجهة ضد فيجلين، ولكن في كل مرة قام هيملر بإلغاء المحاولة.

### الحرب ضد الاتحاد السوفيتي
مع بداية الغزو الألماني للاتحاد السوفيتي، الذي بدأ في 22 يونيو 1941، رأى فيجلين خدمة نشطة على الجبهة الشرقية. تم تعيين وحدته في فرقة المشاة 87 في 23 يونيو لتغطية فجوة في خطوط الجيش التاسع بالقرب من بياليستوك. وصلت العناصر الآلية من سلاح الفرسان الأول من طراز SS إلى الجانب الأيمن من منطقة العمليات في 24 يونيو، لكن العناصر المركبة لم تتمكن من مواكبة ذلك. استولت عناصر المشاة من الفرقة 87 على قلعة أوسويك في 26 يونيو، وتم إرسال سلاح الفرسان فيجيلين في مهمة استطلاعية إلى الجنوب الشرقي. كان هيملر غير راغب في جعل وحداته الخاصة تحت سيطرة الفيرماخت أو استخدامها في القتال بخلاف الاحتياطيات، سحب سلاح الفرسان من القوات الخاصة من السيطرة على الفرقة 87 في 27 يونيو. أكد فيجلين الطموح في تقاريره أنه يعتقد أن وحدته جاهزة للقتال وبالغ في مساهمتها في العملية. حصل عشرة من رجاله على الصليب الحديدي والدرجة الثانية لجهودهم، وحصل فيجلين على الصليب الحديدي من الدرجة الأولى.
في 19 يوليو 1941، عيّن هيملر أفواج فيجلين للقيادة العامة لقوات الدفاع عن النفس من أجل «التمشيط المنهجي» لمستنقعات بريبيات، وهي عملية تهدف إلى اعتقال وإبادة اليهود والأنصار والمدنيين في تلك المنطقة من بيلاروسيا.
رقم 42، دعا إلى قتل جميع اليهود الذكور الذين تزيد أعمارهم عن 14 عامًا. كان من المقرر اقتياد النساء والأطفال إلى المستنقعات وغرقهم. وهكذا كانت وحدات فيجلين من بين أولى وحدات الهولوكوست التي قضت على مجتمعات يهودية بأكملها. نظرًا لأن المياه في المستنقعات كانت ضحلة جدًا وبعض المناطق لا تحتوي على مستنقعات، فقد ثبت أنه من غير العملي إغراق النساء والأطفال، لذلك تم إطلاق النار عليهم. يذكر التقرير النهائي لفيجلين عن العملية، بتاريخ 18 سبتمبر 1941، أنهم قتلوا 14178 يهوديًا و1001 حزبيًا و699 جنديًا من الجيش الأحمر، مع أخذ 830 سجينًا وخسارة 17 قتيلًا و36 جريحًا و3 مفقودين. يقدر المؤرخ هينينج بيبر أن العدد الفعلي لليهود الذين قتلوا كان أقرب إلى 23700.
تلقى فيجلين شارة هجوم المشاة في 2 أكتوبر. بعد أربعة أيام، تم تقديمه مرة أخرى إلى المحكمة لاختلاس البضائع التي تم الاستيلاء عليها. مرة أخرى، أوقف هيملر الادعاء. في منتصف أكتوبر 1941، غادر اللواء بيلوروسيا وانتقل أولاً إلى توروبتس ثم إلى روغاتشيف بالقطار، حيث كانوا يخضعون لمركز مجموعة الجيش. كان لمنطقة العمليات الجديدة نشاط حزبي أكثر من مستنقعات بريبيات، مع رجال حرب العصابات الذين كانوا منظمين جيدًا ويصعب العثور عليهم. يُظهر تقرير فيجلين للفترة بين 18 أكتوبر و18 نوفمبر 1941 مقتل 3018 من أنصار
أبلغ هيملر فيجلين عن طريق برقية في 1 أغسطس أن أعداد القتلى كانت منخفضة للغاية. بعد بضعة أيام، أصدر هيملر أمرًا فوجيًا رقم. 42، والذي دعا إلى قتل جميع اليهود الذكور فوق سن 14 عامًا. تم دفع النساء والأطفال إلى المستنقعات وإغراقهم. وهكذا كانت وحدات فيجلين من أوائل الوحدات في الهولوكوست التي قضت على مجتمعات يهودية بأكملها. نظرًا لأن المياه في المستنقعات كانت ضحلة جدًا ولم تكن هناك مستنقعات في بعض المناطق، فقد ثبت أنه من غير العملي إغراق النساء والأطفال، لذلك تم إطلاق النار عليهم. يذكر تقرير فيجلين النهائي عن العملية، بتاريخ 18 سبتمبر 1941، أنهم قتلوا 14178 يهوديًا، و1001 من المناصرين، و699 جنديًا من الجيش الأحمر، مع أسر 830 أسيرًا وخسائر 17 قتيلًا و36 جريحًا و3 مفقودين. يقدر المؤرخ هينينج بيبر أن العدد الفعلي لليهود الذين قتلوا كان أقرب إلى 23700.
في منتصف أكتوبر 1941، غادر اللواء بيلوروسيا، كان لمنطقة العمليات الجديدة نشاط حزبي أكثر من مستنقعات بريبيات، مع مقاتلين كانوا منظمين جيدًا ويصعب العثور عليهم. يُظهر تقرير فيجلين عن الفترة ما بين 18 أكتوبر و18 نوفمبر 1941 مقتل 3018 من الثوار وجنود الجيش الأحمر و122 تم أسرهم. استنتج المؤرخان مارتن كوبرز وهينينج بيبر أن غالبية القتلى يجب أن يكونوا من المدنيين العزل. وبلغت خسائر اللواء سبعة قتلى وتسعة جرحى. في 1 مايو 1942. في حصل على وسام الجبهة الشرقية ووسام الاستحقاق الحربي من الدرجة الثانية بالسيوف، وكلاهما في 1 سبتمبر 1942. تم حل لواء الفرسان SS في مارس 1942 وتم تشكيل الرجال والمعدات المتبقية في كتيبة - وحدة قوة آخرى. عاد فيجلين إلى خط المواجهة في 1 ديسمبر 1942 وتم تكليفه بقيادة الوحدة المتمركزة في منحنى الدون العظيم. أصيب أثناء القتال على يد القناصة السوفييت في 21 و22 ديسمبر 1942. في 20 يوليو 1944، كان فيجلين حاضرًا في المحاولة الفاشلة لاغتيال هتلر في مقره شرق بروسيا. أصيب في فخذه الأيسر من جراء انفجار القنبلة. غالبًا ما كان فيجلين يظهر حول صور الرجال المشنوقين الذين أعدموا نتيجة محاولة الاغتيال الفاشلة.

### الزواج
تم زواج فيجلين بدوافع سياسية من جريتل براون، أخت إيفا براون، في 3 يونيو 1944 في سالزبورغ. عمل هتلر وهيملر ومارتن بورمان كشهود في الحفل. ثم أقيم احتفال لمدة يومين في منازل هتلر وبورمان في جبل أوبيرسالزبرج وعش النسر. كان فيجلين مستهترًا ومعروفًا بالعديد من العلاقات خارج نطاق الزواج. كانت سكرتيرات هتلر، كريستا شرودر وتراودل يونغ، تتمتعان بشعبية فيجيلين اجتماعيًا، وخاصة بين النساء. كانت إيفا سعيدة بوجود شخص ما في الحاشية يمكنها الرقص والمغازلة معه، حيث كان هتلر بعيدًا في المواقف الاجتماعية وامتنع عن إظهار المودة علانية. عمل فيجلين بجد لتطوير صداقة مع السكرتير الخاص القوي لهتلر، مارتن بورمان. حضر فيجلين باستمرار حفلات شرب بورمان وأخبر تراودل أن الشيء الوحيد الذي يهم هو «حياته المهنية وحياة مليئة بالمرح».

## مقتله
بحلول أوائل عام 1945، كان الوضع العسكري الألماني على وشك الانهيار التام. بالنسبة للقيادة النازية، كان من الواضح أن معركة برلين ستكون المعركة الأخيرة في الحرب. تعرضت برلين لقصف المدفعية السوفيتية لأول مرة في 20 أبريل 1945 (عيد ميلاد هتلر)، وبحلول مساء 21 أبريل، وصلت دبابات الجيش الأحمر إلى أطراف المدينة. بحلول 27 أبريل، تم قطع برلين عن بقية ألمانيا. في 27 أبريل 1945، تم إرسال نائب قائد الفرقة (RSD) SS-Ob بيتر هوجل من مستشارية الرايخ للعثور على فيجلين، الذي ترك منصبه في الـ قبو الفوهرر بعد أن قرر أنه لا يريد «الانضمام إلى اتفاق انتحار». تم تحديد موقع فيجلين من قبل فرقة RSD في شقته في برلين، وهو يرتدي ملابس مدنية ويستعد للفرار إلى السويد أو سويسرا. كان يحمل نقودًا - ألمانية وأجنبية - ومجوهرات، بعضها يخص براون. وجد هوجل حقيبة تحتوي على وثائق بها أدلة على محاولة هيملر مفاوضات السلام مع الحلفاء الغربيين. وفقًا لمعظم الروايات، كان فيجلين مخموراً عند القبض عليه وإعادته إلى قبو الفوهرر. واحتُجز في زنزانة مؤقتة حتى مساء 28 أبريل / نيسان.
في تلك الليلة، تم إبلاغ هتلر ببث بي بي سي لتقرير إخباري لرويترز حول محاولة هيملر التفاوض مع الحلفاء الغربيين عبر الكونت برنادوت. استشاط هتلر غضبًا بشأن هذه الخيانة الظاهرة وأمر باعتقال هيملر. شعر هتلر بوجود صلة بين اختفاء فيجلين وخيانة هيملر، وأمر هاينرش مولر باستجواب فيجلين حول ما يعرفه عن خطط هيملر. بعد ذلك، وفقًا لأوتو غونش (المساعد الشخصي لهتلر)، أمر هتلر بتجريد فيجلين من جميع الرتب ونقله إلى «موهنكي» لإثبات ولائه في القتال. أعرب جونش وبورمان عن قلقهما لهتلر من أن فيجلين فأمر هتلر بمحاكمة فيجلين مُحاكمة عسكرية.
تختلف الروايات في مقتله، حيث ينص ملف المفوضية الشعبية للشؤون الداخلية على أن فيجلين كان أمام محكمة عسكرية مساء يوم 28 أبريل، من قبل محكمة برئاسة موهنكي وألفريد كراوس، حُكِم على فيجلين بالإعدام. في نفس المساء، أطلق أحد أعضاء الشرطة الأمنية الألمانية النار على فيجلين من الخلف. بناءً على هذه السلسلة المعلنة من الأحداث، خلص المؤلف فيت شيرزر إلى أن فيجلين، وفقًا للقانون الألماني، حُرم من جميع درجات الشرف والعلامات الفخرية، وبالتالي يجب اعتباره متلقيًا درجات الشرف بحكم الأمر الواقع وليس قانونيًا لوسام الفارس الصليبي الحديدي.